# LeTourneau L-2350
Der LeTourneau L-2350 ist ein Radlader und war 2013 der größte der Welt. Seit der Übernahme des Herstellers LeTourneau durch Joy Global wurde der Radlader als P&H L-2350 vermarktet. Joy Global wurde 2016 von Komatsu übernommen, Stand 2024 wird die Maschine als Komatsu WE2350 verkauft. Die Maschine wird unter anderem im Tagebau der Triton North Rochelle Mine im US-amerikanischen Gillette eingesetzt. Die LeTourneau-Maschinen werden dieselelektrisch angetrieben, was eine Besonderheit für Radlader darstellt.
Der LeTourneau L-2350 hat bei einem Einsatzgewicht von 262 t eine Nutzlast von 72,574 t. Die Motorleistung beträgt 2300 PS und der standardmäßige Schaufelinhalt 40,52 m³.

## Technische Daten
- Marke: LeTourneau
- Modell: L-2350
- Hersteller: LeTourneau Inc. LeTourneau wurde im Mai 2011 für 1,1 Mrd. USD von Joy Global (heute Komatsu Mining) erworben.[6][7]
- Produktionszeitraum: ab 2000
- Motoren: 16-Zylinder-Turbodiesel mit 65 Litern Hubraum (2300 PS) oder 16-Zylinder-Turbodiesel mit 60 Litern Hubraum
- Kraftstofftank: 3974 l
- Geschwindigkeit: 0–19,31 km/h (vorwärts und rückwärts)
- Radstand: 7,88 m
- Reifen: 70/70-57 SRG DT (Durchmesser 4 m)
- Länge: 19,87 m
- Breite: 6,76 m
- Höhe: 6,71 m
- Nutzlast: 73 t
- Einsatzgewicht: 263 t
- Schaufelvolumen: 45 m³
- Lenkung: Knicklenkung
- Preis: 1,5 Mio. USD (2012)